# Johann Emil Schaudt

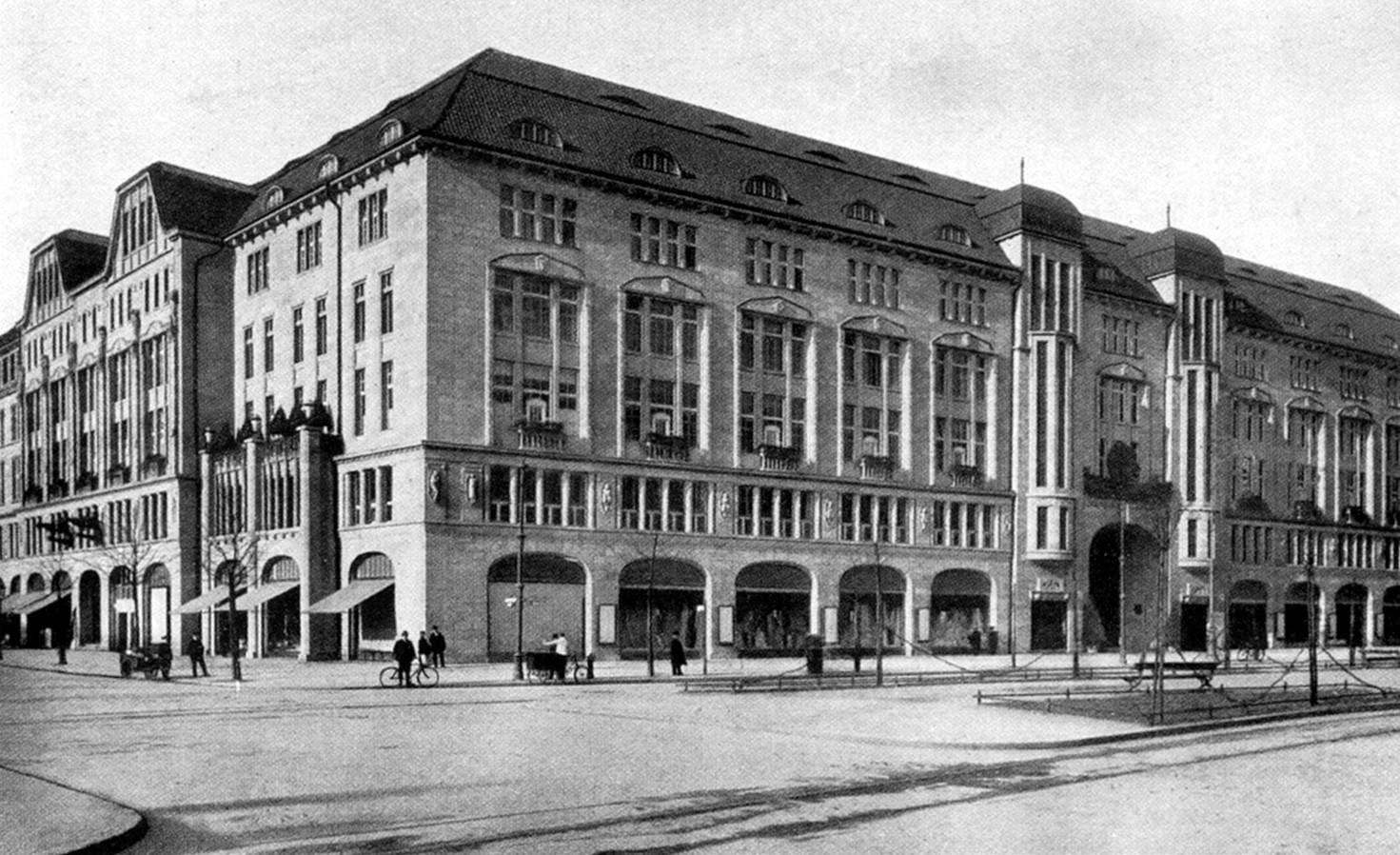
varuhuset KaDeWe, ritat av Schaudt.

Johann Emil Schaudt, född 14 augusti 1871 i Stuttgart, död 6 april 1957 i Berlin, var en tysk arkitekt som är mest känd för sina förvaltningsbyggnader och kommersiella byggnader.
Schaudt studerade vid Technische Hochschule Stuttgart och Technische Hochschule Wien. Han arbetade för bland andra Ernst von Ihne och Paul Wallot innan han blev självständig arkitekt verksam främst i Berlin och Hamburg. Bland hans verk återfinns bland annat KaDeWe, tunnelbanestationen Rathaus Schöneberg, Bismarckmonumentet i Hamburg, Curiohaus och den tidigare danska ambassaden i Berlin.